# Новый год в Финляндии
Новый год в Финляндии (фин. Suomalainen uusivuosi) — государственный праздник, отмечаемый финнами в соответствии с григорианским календарём и наступающий в ночь с 31 декабря на 1 января.
Рождество в Финляндии предшествует Новому году и отмечается в ночь с 24 на 25 декабря.
Новогодний шопинг-туризм — одна из составляющих экономики Финляндии. Лидеры в области новогодних туристических туров — россияне, уступили в 2014 году пальму первенства туристам из Великобритании.

## Традиции
Одним из исторических предновогодних развлечений в Финляндии являлось гадание на свинце (или олове) — расплавленный металл выливался в холодную воду и, по застывшей массе, пытались предсказать, что ждёт владельца фигурки в новом году. Однако, с марта 2018 года во всех странах Европейского союза будет введён запрет на продажу изделий содержащих свинец, в связи с чем традиционные финские свинцово-оловянные подковы и иные сувениры, продаваемые в преддверии Нового года, прекратят своё существование.
31 декабря магазины и учреждения работают по сокращённому графику (в период с 7:00 до 18:00), а общественный транспорт ходит по пятничному расписанию. Хельсинкский метрополитен работает на два часа дольше обычного графика, а трамваи в районе Сенатской площади ходят по изменённому маршруту в связи с проведением на площади основных праздничных мероприятий, берущих своё начало в 1928 году. По традиции, с новогодним ночным поздравлением к гражданам Финляндии обращается не президент, а мэр Хельсинки, чьё выступление транслируется на всю страну каналом YLE.
Запуск традиционных новогодних фейерверков частными лицами осуществляется по разрешению спасательной службы вне центральных площадей и парков населённых пунктов (с 18:00 31 декабря до 02:00 1 января). Согласно распоряжению Ведомства по безопасностям и химикатам Tukes, запрещено передавать фейерверки в руки лиц, не достигших 18 лет. В Финляндии применяют фейерверки только разрешённые Tukes или имеющие маркировку CE.
1 января общественный транспорт ходит по воскресному графику, часть поездов дальнего следования отменяются, а магазины не работают. В Финляндии не принято дарить на Новый год подарки, так как это уже делалось изобильно в канун Рождества — 24 декабря.

## Новогодняя кухня
Новогодний стол в Финляндии не столь богат, как на Рождество и большинство предпочитают довольствоваться сосисками и картофельным салатом. Из напитков популярно пиво.

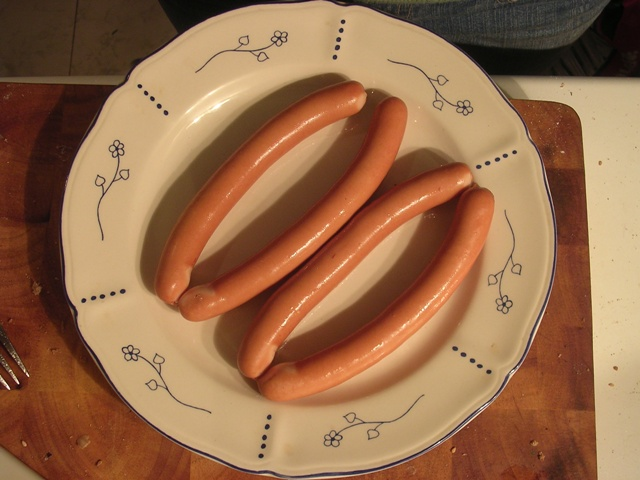
Сосиски (фин. Nakki)
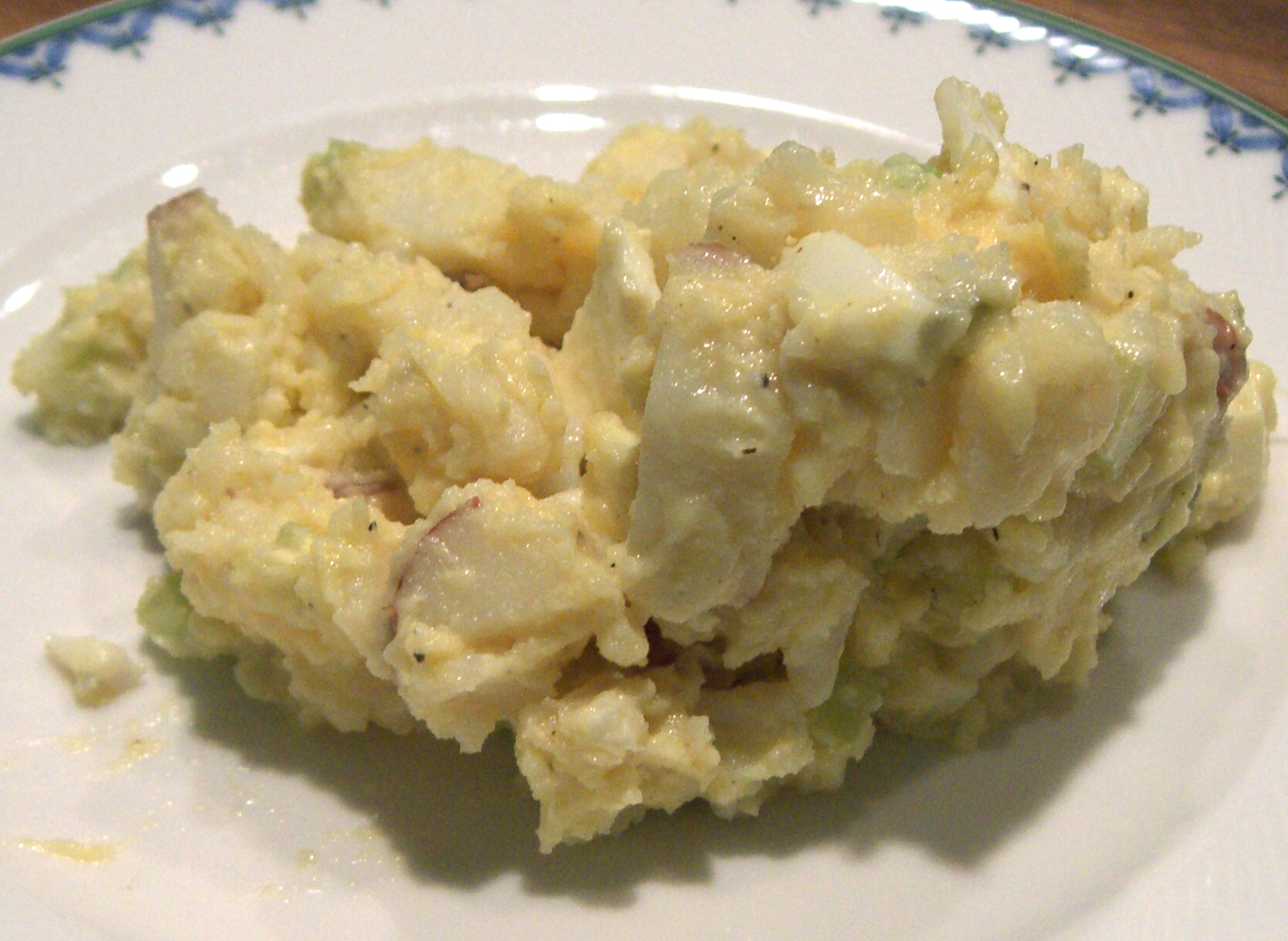
Картофельный салат (фин. Perunasalaatti)
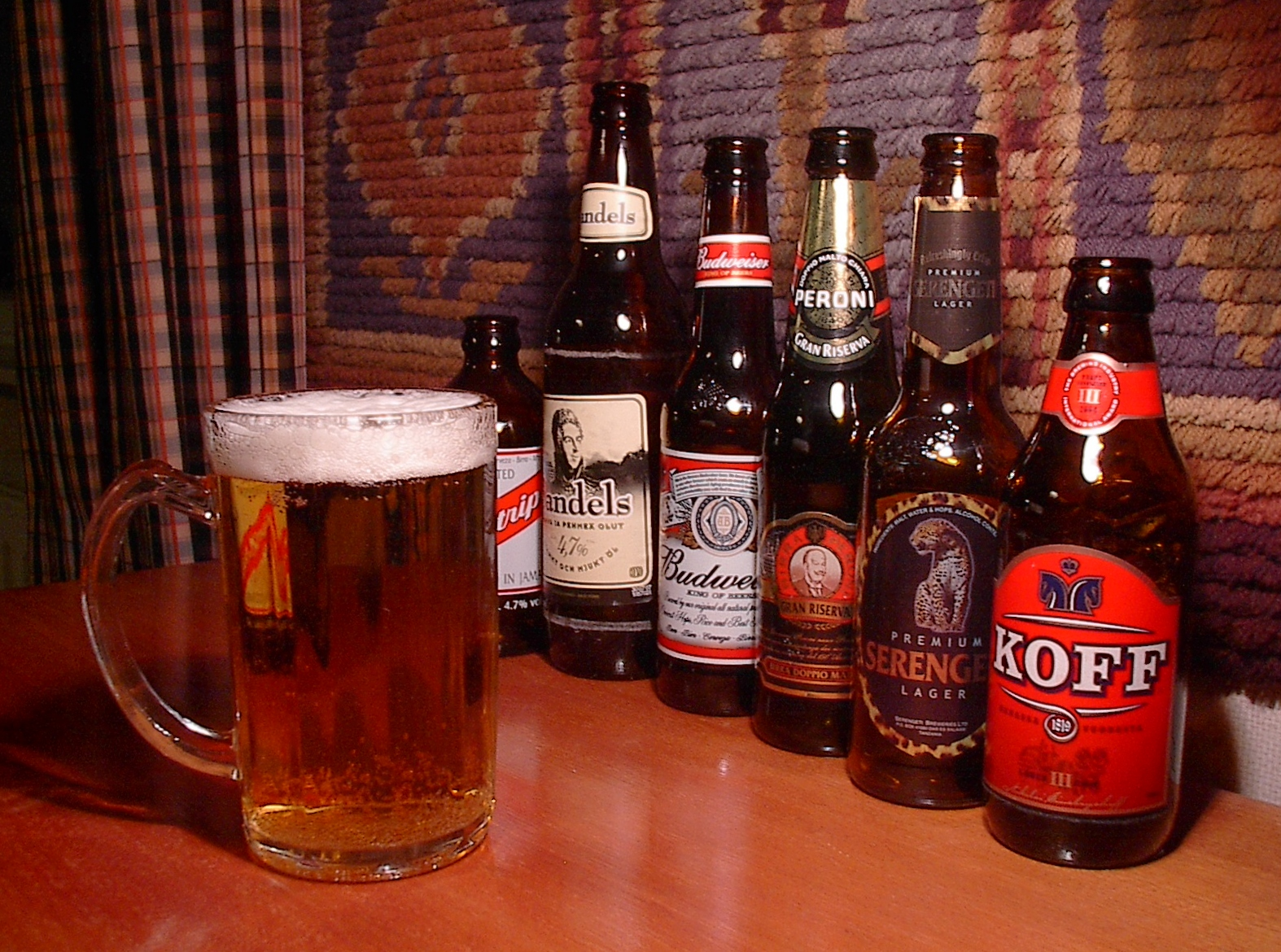
Пиво (фин. Olut)